# Danuta Czerska
Danuta Jadwiga Czerska, (ur. 6 września 1933, zm. 10 czerwca 2005 w Krakowie) – polska historyk, profesor Uniwersytetu Jagiellońskiego, specjalista w historii carskiej Rosji od XVI do XVIII wieku. Przez wiele lat kierowała Zakładem Historii Europy Wschodniej w Instytucie Historii Uniwersytetu Jagiellońskiego.
Pochowana na cmentarzu Salwatorskim w Krakowie.

## Główne publikacje
- Sobornoje Ułożenije 1649 roku. Zagadnienia społeczno-ustrojowe (1970)
- Między smutą a kryzysem lat czterdziestych (1978)
- Borys Godunow (Wrocław 1988, II wyd. 2004); seria Cykl biograficzny Ossolineum
- Dymitr Samozwaniec (Wrocław 1995, II wyd. 2004); seria Cykl biograficzny Ossolineum